# Kustvägstekel
Kustvägstekel (Arachnospila rufa) är en stekelart som först beskrevs av Haupt 1927.  Kustvägstekel ingår i släktet Arachnospila, och familjen vägsteklar. Arten är reproducerande i Sverige.